# 717 (numero)
Settecentodiciassette (717) è il numero naturale dopo il 716 e prima del 718.

## Proprietà matematiche
- È un numero dispari.
- È un numero composto con 4 divisori: 1, 3, 239, 717. Poiché la somma dei suoi divisori (escluso il numero stesso) è 243 < 717 è un numero difettivo.
- È un numero semiprimo.
- È un numero palindromo nel sistema numerico binario e nel sistema numerico decimale.
- È un numero 240-gonale.
- È un numero fortunato.
- È un numero congruente.
- È un numero malvagio.
- È parte delle terne pitagoriche (717, 956, 1195), (717, 28556, 28565), (717, 257044, 257045).

## Astronomia
- 717 Wisibada è un asteroide della fascia principale del sistema solare.
- NGC 717 è una galassia spirale della costellazione di Andromeda.

## Astronautica
- Cosmos 717 è un satellite artificiale russo.